# Ormetica postradiata
Ormetica postradiata är en fjärilsart som beskrevs av William Schaus 1924. Ormetica postradiata ingår i släktet Ormetica och familjen björnspinnare. Inga underarter finns listade i Catalogue of Life.